# ألم الفخذ المذلي
ألم الفخذ المذلي أو ألم الفخذ المذل هو خدر أو ألم في الفخذ الخارجي لا ينتج عن إصابة في الفخذ، ولكن بسبب إصابة عصبية تمتد من العمود الفقري إلى الفخذ.
يتضمن هذا الاضطراب العصبي المزمن عصبًا واحدًا - العصب الجانبي للفخذ، والذي يُسمى أيضًا العصب الجلدي الفخذي الجانبي (ومن ثم متلازمة الاعتلال العصبي الجلدي الفخذي الوحشي). مصطلح ألم الفخذ المذلي يجمع بين أربعة جذور يونانية ليعني ألم الفخذ مع الإدراك الشاذ. وقد أُطلق على هذا الاضطراب أيضًا اسم متلازمة البكيني القصيرة ومتلازمة السراويل الضيقة، لأنه يمكن أن يحدث بسبب ارتداء الملابس الضيقة.

## العلامات والأعراض
- ألم في الجانب الخارجي من الفخذ يمتد أحيانًا إلى الجانب الخارجي للركبة، وعادة ما يكون ثابتًا.
- إحساس حارق أو وخز أو تنميل في نفس المنطقة
- لسعات شبيهة بلسعات النحل في المنطقة المصابة
- من حين لآخر، ألم في منطقة الفخذ أو ينتشر الألم عبر الأرداف
- عادة ما تكون أكثر حساسية للمس الخفيف من الضغط القوي
- فرط الحساسية للحرارة (الماء الدافئ من الدش يبدو وكأنه يحرق المنطقة)
- من حين لآخر، قد يشكو المرضى من الحكة أو الإحساس المزعج بدلًا من الألم في المنطقة المصابة.
- نادرًا ما يتأثر التوزيع الكامل للعصب. عادة، يؤثر الإحساس المزعج فقط على جزء من الجلد الذي يعصبه العصب.

## الأسباب
غالبًا ما يصاب العصب الجلدي الوحشي أو ينضغط حيث يمر بين عظم الفخذ الأمامي العلوي (الحرقفة) والرباط الإربي بالقرب من المرفق في العمود الفقري الحرقفي الأمامي العلوي (النقطة العليا من عظم الورك). بشكل أقل شيوعًا قد ينحصر العصب بسبب هياكل تشريحية أو غير طبيعية أخرى، أو يتلف بسبب مرض السكري أو اعتلال الأعصاب أو الصدمة مثل إصابة حزام الأمان في حادث.
قد يصبح العصب مؤلمًا مع مرور الوقت لأن زيادة الوزن تجعل الملابس الداخلية أو الأحزمة أو حزام الخصر في البنطال تمارس مستويات ضغط أعلى تدريجيًا. قد يكون الألم حادًا وينتشر في القفص الصدري وفي الأربية والفخذ والركبة. بالتناوب، قد يؤدي فقدان الوزن أو الشيخوخة إلى إزالة طبقات الدهون الواقية تحت الجلد، لذلك يمكن أن ينضغط العصب على الملابس الداخلية والملابس الخارجية -والأكثر شيوعًا- بالحزام. قد تؤدي فترات الوقوف الطويلة أو تمارين الساق التي تزيد من الضغط على الرباط الأربي أيضًا إلى حدوث ضغط.
يمكن أن يتضرر العصب الجلدي الجانبي للفخذ أحيانًا أثناء إصلاح الفتق بالمنظار، أو يمكن أن يؤدي التندب الناتج عن العملية إلى ألم الفخذ المذل.

## التشخيص
يعتمد التشخيص إلى حد كبير على وصف المريض والتفاصيل ذات الصلة حول العمليات الجراحية الحديثة أو إصابات الورك أو الأنشطة المتكررة التي يمكن أن تهيج العصب. يتحقق الفحص من الفروق الحسية بين الساق المصابة والساق الأخرى.
ما يزال التفريق بين ألم الفخذ المذل وآفة الجذر القطني الثانية يمثل أكبر مشكلة في التشخيص ويعتمد على التحديد الدقيق للمنطقة المخدرة ودرجة التنميل والمسح بالرنين المغناطيسي السلبي للعمود الفقري القطني. على الرغم من أن منطقة L2 والمنطقة التي يعصبها العصب الجلدي الجانبي تتوافق جيدًا بشكل جانبي، فإن الجذر الثاني يساهم أيضًا في تعصيب الفخذ والجانب الداخلي للفخذ. علاوة على ذلك، في آفات جذر L2، يكون التسكين طفيفًا جدًا بسبب التداخل بين L2 وL3، بينما في آفات العصب الجلدي الجانبي، يوجد تخدير كامل تقريبًا، بحدود واضحة.
قد يتطلب التشخيص الدقيق فحصًا للبطن والحوض لاستبعاد المشاكل في تلك المناطق.
قد تكون دراسات تخطيط الأعصاب مطلوبة.
قد تكون هناك حاجة إلى الأشعة السينية لاستبعاد تشوهات العظام التي قد تضغط على العصب؛ بالمثل التصوير المقطعي المحوسب أو التصوير بالرنين المغناطيسي لاستبعاد أسباب الأنسجة الرخوة مثل الأورام.